# Ecce homo (Caravaggio)
Ecce homo är namnet på två oljemålningar som attribueras till den italienske barockkonstnären Caravaggio. Den ena är utställd i Palazzo Bianco i Genua och den andra är i privat ägo. Båda verken dateras till första decenniet på 1600-talet. De saknar signering och attribueringen är i båda fallen omdiskuterad. 

## Motivet
Den latinska frasen ecce homo översätts till "se människan" och var de ord som Pontius Pilatus yttrade till folkmassan enligt Nya testamentet (Johannesevangeliet 19:5) när Jesus visades fram, iförd purpurmantel och törnekrona. Pilatus milda inställning till Jesus delades dock inte av folkmassan som krävde korsfästelse. 

## Genuaversionen
Genuaversionen betraktades länge vara en samtida kopia utförd av Leonello Spada. Den återupptäcktes 1953 när den befann sig i dåligt skick i Palazzo Ducale i Genua. Efter en hårdhänt restaurering på 1950-talet flyttades den till Palazzo Bianco där den idag är utställd. Caravaggio målade ofta in självporträtt i sina bilder, till exempel i David med Goljats huvud, Judaskyssen, Medusas huvud, Musikanterna och Sjuk Bacchus. I detta verk tros Pilatus ansikte vara ett självporträtt.  

## Madridversionen
Även Madridversionen troddes länge vara utförd av annan konstnär. När den skulle säljas 2021 med utropspris 1 500 euro tillskrevs den en okänd konstnär i Jusepe de Riberas ateljé. Det var experter från Pradomuseet som upptäckte den felaktiga attribueringen och med bara några timmars marginal stoppades försäljningen och spanska kulturministeriet beslutade om exportförbud. Målningen var under 2024 utställd på Pradomuseet som kallade upptäckten "en av de största i konsthistorien".